# Unidos en la gloria y en la muerte
Unidos en la gloria y en la muerte es una escultura de bronce situada en el frontis del Museo Nacional de Bellas Artes, en el parque Forestal del centro de la ciudad de Santiago, Chile. Obra de la escultora Rebeca Matte, representa a la leyenda griega de Dédalo e Ícaro, y refleja el dolor de un padre frente a la muerte de su hijo.

## Historia
Tuvo su origen en 1918, con una primera versión en mármol. Una segunda versión surgió en 1922, cuando el gobierno chileno encargó la escultura a Rebeca Matte como obsequio a Brasil con motivo de las celebraciones del Centenario. La obra, que tomó el nombre de Los aviadores, fue inaugurada por el ministro de Chile en Brasil Miguel Cruchaga Tocornal en la Plaza Mauá de Río de Janeiro el 19 de noviembre de 1923, ya que demoró su embarque desde Europa, donde estaba radicada la escultora. Tiempo después la obra fue trasladada a la entrada de la Universidad de la Fuerza Aérea de Brasil.
La buena recepción de la escultura llevó a Felipe Íñiguez, viudo de Rebeca Matte —quien falleció en 1929—, a encargar una réplica para homenajear el legado de la artista en Chile. Realizada por el francés Carlos Vignali, fue instalada el 26 de marzo de 1930 en el frontis del Museo Nacional de Bellas Artes.
En los años 1970 la estatua llegó al Museo Aeronáutico, ubicado en el Pabellón París de la Quinta Normal, donde estuvo hasta 1980. Ese año, el alcalde de Santiago Patricio Guzmán solicitó su devolución al frente del Museo de Bellas Artes.
En 2018 una maquinaria pesada de la Fórmula E movió de su sitio la escultura y fracturó el pie de Ícaro. Fue restaurada por el taller Montes Becker, con trabajos que incluyeron la restitución del pie destruido, una parte de las alas y el reforzamiento de la estructura interna.